# 지구 외 천체의 지진
천체에서도 지진과 유사한 흔들림 현상을 관측할 수 있다. 천체 내부에서 갑작스런 에너지 방출로 지진파가 방출되고 큰 흔들림이 관측된다.
지구 외 천체에서 발견되는 주요 흔들림은 다음과 같다.

## 월진
월진은 달에서 일어나는 지진 현상으로, 지구에서 지진과는 다른 과정으로 일어나지만 그 현상은 비슷하다. 월진 현상은 아폴로 계획 당시 우주비행사들이 처음 발견하였다. 가장 규모가 큰 월진은 가장 규모가 큰 지진보다 그 규모가 작지만, 달에서는 진동을 감쇠시키는 요인이 거의 없기 때문에 한번 월진이 발생하면 최대 1시간동안 흔들림이 지속될 수 있다.
월진에 관한 정보는 1969년부터 1972년까지 설치한 달의 지진계 기록에서 나왔다. 아폴로 12호, 14호, 15호, 16호 임무 과정에서 배치된 지진계들은 1977년 전력 부족으로 꺼질때까지 월진 정보를 지구로 송신하였다.
월진에는 최소한 네 가지 종류가 있다.
- 심발 월진(지표 아래 700 km 지점에서 발생. 조석 발생지로 추정)[3][4][5]
- 운석 충돌로 인한 진동
- 일출 월진(달이 2주간 밤이었다가 일출이 되어 햇빛이 들어오면 차가웠던 달 지각이 팽창하여 발생)[6]
- 천발 월진(지표 아래 50 - 220 km 지점에서 발생)[7]

위에서 언급한 월진 중 앞의 세 가지는 규모가 매우 작지만, 마지막 천발월진의 경우에는 실체파 규모 기준 MB5.5의 큰 규모로도 관측할 수 있다. 1972년부터 1977년까지 총 28차례 천발월진을 관측하였다. 심발월진의 경우에는 종종 군집이라고 부르는 고립된 깊은 특정 지역에서 집중적으로 발생하는 경향이 있다.

## 화진
화진은 화성에서 발생하는 지진 현상이다. 2012년 연구에서는 화성에서도 백만년에 한번 이상 지진이 일어날 수 있다는 것이 밝혀졌다. 이 연구는 당시 밝혀졌던 화성의 지질학적 경계 사진과 관련되었다. 2019년 4월 6일 NASA의 화성 착륙선인 인사이트에서 화진과 관련된 진동 증거가 관측되었다.

## 금진
금진은 금성에서 발생하는 지진이다.
금진이 금성에 새로운 산사태와 계곡을 만들었을 수도 있다. 1990년 11월 마젤란 우주선이 금성 주위를 비행하다 처음으로 금성의 산사태 현상을 관측하였다. 1991년 7월 23일에는 마젤란 우주선이 금성을 두 차례 공전하면서 또 다른 산사태 사진이 촬영되었다. 당시 촬영한 사진은 가로 24 km, 세로 38 km였으며 남위 2도, 동경 74도를 중심으로 촬영하였다. 이 사진에서 아프로티테 평원에서 수많은 단층과 같은 가파르게 경사진 계곡과 산사태로 붕괴된 듯한 지형이 촬영되었다.

## 일진
일진은 태양에서 일어나는 지진학적 흔들림 현상이다. 일진은 태양의 광구에서 발생하며 시속 35,000 km에서 최대 400,000 km의 속도로 광구 내를 이동한다.
1996년 7월 9일, X2.9등급의 태양 플레어가 방출되고 이에 상응하는 코로나 질량 방출이 일어나 일진 현상이 일어났다. 네이처 지에 관련 사건을 보고한 연구자에 따르면 이번 일진의 규모는 리히터 규모 M11.3의 지진 규모와 비슷하다고 발표했다. 이는 지금까지 기록된 모든 지진보다 더 큰 규모의 지진이다. 이렇게 비교적 가벼운 태양 플레어가 어떻게 강력한 지진파를 발생시킬 수 있을 정도의 에너지를 방출하였는지는 아직 불분명하다.

## 성진
성진은 중성자별의 지각이 갑자기 움직일 때 발생하는 천체물리학적 현상으로 지구의 지진과 거의 유사한 방식으로 일어난다. 현재까지 관측된 가장 큰 규모의 성진은 2004년 12월 27일 초거대 마그네타 SGR 1806-20에서 관측한 사건이다. 이 당시 방출한 에너지 규모는 지진으로 환산하면 규모 M32의 지진과 맞먹는다.

## 빙진
빙하에서 일어나는 흔들림은 지각판의 이동이나 마그마의 상승 같은 지각 변동으로 유발되지 않는다. 액체 지하수가 토양의 공동을 가득 채우다가 빠르게 얼음으로 빙결하면서 부피가 팽창해 발생하는 유사 흔들림 현상을 빙진이라고 부른다.

## 같이 보기
- 지진
- 중성자별